# 卡纳莱达戈尔多
卡纳莱达戈尔多（義大利語：Canale d'Agordo），是意大利威尼托大区贝卢诺省的一个市镇。总面积46平方公里，人口1211人，人口密度26.3人/平方公里（2009年）。国家统计（ISTAT）代码为025023。

## 友好城市
- 法國拉斯纳 2006年
- 波蘭瓦多維采 2010年
- 巴西馬薩蘭杜巴 2011年